# Оксид лантана(III)
Оксид лантана(III) — бинарное неорганическое соединение металла лантана и кислорода с формулой La2O3, бесцветные (белые) кристаллы, нерастворимые в воде.

## Получение
- Горение металлического лантана на воздухе:

{\displaystyle {\mathsf {4La+3O_{2}\ {\xrightarrow {450^{o}C}}\ 2La_{2}O_{3}}}}
- Разложение гидроксида, нитрата, сульфата, карбоната или оксалата лантана:

{\displaystyle {\mathsf {2La(OH)_{3}\ {\xrightarrow {300-1100^{o}C}}\ La_{2}O_{3}+3H_{2}O}}}
{\displaystyle {\mathsf {4La(NO_{3})_{3}\ {\xrightarrow {780^{o}C}}\ 2La_{2}O_{3}+12NO_{2}+3O_{2}}}}
{\displaystyle {\mathsf {2La_{2}(SO_{4})_{3}\ {\xrightarrow {1150-1200^{o}C}}\ 2La_{2}O_{3}+6SO_{2}+3O_{2}}}}
{\displaystyle {\mathsf {La_{2}(CO_{3})_{3}\ {\xrightarrow {900-1000^{o}C}}\ La_{2}O_{3}+3CO_{2}}}}
{\displaystyle {\mathsf {La_{2}(C_{2}O_{4})_{3}\ {\xrightarrow {800^{o}C}}\ La_{2}O_{3}+3CO_{2}+3CO}}}
- Окисление сульфида лантана:

{\displaystyle {\mathsf {2La_{2}S_{3}+9O_{2}\ {\xrightarrow {700^{o}C}}\ 2La_{2}O_{3}+6SO_{2}}}}

## Физические свойства
Оксид лантана(III) образует бесцветные (белые) кристаллы нескольких кристаллических модификаций:
- A-La2O3 — гексагональная сингония, пространственная группа P 3m1, параметры ячейки a = 0,39373 нм, c = 0,61299 нм, Z = 1, существует при температуре до 2040°С.
- H-La2O3 — гексагональная сингония, существует при температуре 2040-2110°С.
- X-La2O3 — кубическая сингония, пространственная группа I a3, параметры ячейки a = 1,14 нм, Z = 16, существует при температуре 2100-2313°С.

## Химические свойства
- Реагирует с кислотами:

{\displaystyle {\mathsf {La_{2}O_{3}+6HCl\ {\xrightarrow {}}\ 2LaCl_{3}+3H_{2}O}}}
- Из воздуха поглощает углекислый газ с образованием основного карбоната:

{\displaystyle {\mathsf {La_{2}O_{3}+2CO_{2}+H_{2}O\ {\xrightarrow {}}\ 2LaCO_{3}(OH)}}}
- При нагревании в присутствии восстановителей реагирует с газообразным сероводородом:

{\displaystyle {\mathsf {La_{2}O_{3}+3H_{2}S+3C\ {\xrightarrow {1000^{o}C}}\ La_{2}S_{3}+3CO+3H_{2}}}}
- В присутствии восстановителей реагирует с хлором:

{\displaystyle {\mathsf {La_{2}O_{3}+3Cl_{2}+3C\ {\xrightarrow {800-900^{o}C}}\ 2LaCl_{3}+3CO}}}

## Применение
- Компонент специальных стёкол.
- Высокотемпературная керамика.
- Промежуточный продукт в производстве фторида лантана.